# Augochlora quiriguensis
Augochlora quiriguensis là một loài Hymenoptera trong họ Halictidae. Loài này được Cockerell mô tả khoa học năm 1913.